# نصر الهوريني
نصر الهوريني (ت. 1291 هـ / 1874 م) هو عالم بالأدب واللغة، من أهل مصر.
هو أبو الوفاء نصر بن الشيخ نصر الوفائي الأزهري الأحمدي الهوريني الشافعي. تعلم بالأزهر، أرسلته الحكومة المصرية إلى فرنسة إماما لاحدى بعثاتها، فأقام بها مدة وتعلم اللغة الفرنسية. عاد إلى بلاده ونُصِّبَ رئيساً لتصحيح المطبعة الأميرية.

## آثاره
من آثاره:
- «المطالع النصرية للمطابع المصرية في الأصول الخطية».
- «سرح العينين في شرح عنين».
- «التحريرات النصرية على شرح الرسالة الزيدونية».
- «تعليقات على شرح ابن نباتة لرسالة ابن زيدون».[4]
- شفاء الغليل فيما في كلام العرب من الدخيل، تحقيق لشهاب الدين الخفاجي، صدر عن المطبعة الوهبية بالقاهرة سنة 1865م.[5]